# Darwin (Marvel)
Darwin (echte naam Armando Muñoz) is een personage uit de strips Marvel Comics. Hij is een mutant met de gave tot zogenaamde “Reactieve evolutie” (Reactive Evolution). Hij verscheen voor het eerst in X-Men: Deadly Genesis #2, en werd bedacht door Ed Brubaker en Pete Woods. Darwin was een van de "Vermiste X-Men".

## Biografie
Na zijn geboorte zorgden Darwins krachten tot zelfbescherming en constante evolutie ervoor dat zijn moeder hem haatte. Hij werd gevonden door een paar wetenschappers die experimenten op hem deden en hem bekend maakten bij het publiek. Hij werd gevonden door Moira MacTaggert en gerekruteerd als een van haar "fosters". Hij zat in het eerste team samen met Kid Vulcan, Petra, en Sway, en probeerde met hen de X-Men te redden van Krakoa.
Petra en Sway stierven op Krakoa, en Darwin en Vulcan werden opgeslokt door de Aarde. Darwin gebruikte zijn krachten om de restanten van Petra en Sway te absorberen, en veranderde zichzelf vervolgens in energie. In deze vorm fuseerde hij met Vulcan zodat die de kracht van alle vier kreeg. Rachel Summers was later in staat Vulcan en Darwin weer te scheiden. Beast bracht Darwin terug naar de Xaviers instituut en ontdekte daar dat Darwin nu een wezen van pure energie was.
Darwin werd door Professor X gerekruteerd om samen met hem, Warpath, Havok, Polaris, Rachel Summers en Nightcrawler mee te gaan op een missie om Vulcan ervan te weerhouden de Shi’ar te vernietigen. Onderweg onthulde Professor X dat hij Darwin vooral had meegenomen in de hoop dat zijn oude vriendschap met Vulcan voldoende zal zijn om Vulcan tot rede te brengen.

## Krachten en vaardigheden
Darwins mutatie heeft hem de kracht van reactieve evolutie gegeven. De exacte limieten hiervan zijn niet bekend, maar in theorie komt het erop neer dat zijn lichaam zich via het proces van evolutie razendsnel kan aanpassen aan elke situatie. Hierdoor kan hij in principe alles overleven. Enkele evoluties die hij al heeft ondergaan zijn: nachtzicht verkrijgen, eigen intelligentie vergroten, zijn lichaam in pure energie veranderen, zonder zuurstof kunnen leven en het leren spreken van de Shi'ar taal door enkel hun schrift te lezen.

## In andere media
- In de film X-Men: First Class heeft Darwin een rol. Hij wordt hierin gespeeld door Edi Gathegi.